# Halina Maria Dąbrowolska
Halina Maria Dąbrowolska (ur. 22 maja 1902 w Mironówce pod Kaniowem, zm. 16 kwietnia 1962 w Łodzi) – polska pisarka współczesna.

## Życiorys
Córka dr. med. Bolesława i Aleksandry Dąbrowolskich. Studiowała muzykę i literaturę. Podczas wojny polsko-bolszewickiej była sanitariuszką w szpitalu zakaźnym. Pracowała jako pielęgniarka, urzędniczka MSZ i bibliotekarka. Duży wpływ na jej twórczość wywarła pisarka Zofia Nałkowska. Była członkiem PEN-Clubu i Polskiego Związku Zawodowego Literatów. 
Od 1947 mieszkała w Łodzi. Zginęła w wypadku ulicznym. 
Pochowana jest na cmentarzu Powązkowskim w Warszawie (kwatera 300-2-13,14). 

## Wybrana bibliografia autorska[5]
- Zielony parawan (F. Hoesick; Warszawa; 1929)
- Praca i miłość: powieść („Rój”; Warszawa; 1935) wyd. 2 (Wydawnictwo W. Bąka, Łódź; 1948)
- Jej Bóg (F. Hoesick; Warszawa; 1937)
- Ameryka i Polacy w niej zamieszkali (1938)
- O Karolu Irzykowskim: wspomnienie biograficzne i komentarze do dzieł oraz Karola Irzykowskiego część niewydanych rękopisów (Wydawnictwo W. Bąka; Łódź; 1947)
- Tytan pracy: opowieść o J. I. Kraszewskim (Ludowa Spółdzielnia Wydawnicza; Warszawa; 1955) wyd. 2 w 1957
- Nadzieja: opowiadania (Ludowa Spółdzielnia Wydawnicza; Warszawa; dr. 1961)

## Odznaczenia
- Złoty Krzyż Zasługi (1956)[3]